# 欠採樣
Under Sampling，也被稱為欠取樣、下取樣或低取樣。欠取樣指的是以低於奈奎斯特速率的頻率對訊號進行取樣，由於離散傅立葉轉換具週期性的性質，這樣做通常會使得高頻與低頻的頻譜混疊，導致訊號失真，而無法還原成原本的訊號。
若是對帶通訊號進行欠取樣，由於頻譜集中在某個非零的範圍，取樣頻率在滿足特定條件下儘管低於奈奎斯特速率，還是能還原出原本訊號。這種取樣也被稱為帶通取樣、諧波取樣、中頻取樣、直接中頻數字轉換。

## 解釋
實數傅立葉轉換在０赫茲軸上對稱，經過取樣後，原本的傅立葉轉換只剩下一個週期性總和，原始的傅立葉轉換在頻率上被平移而形成的副本稱為頻譜副本（aliases），頻譜會以取樣頻率 fs 為週期重複出現，相鄰的頻譜副本間隔為 fs 。
當這些頻譜副本在頻譜上互不重疊，便可以從取樣值中還原原始傅立葉轉換與原始的連續時間函數，或甚至其在頻率上平移的版本。圖 1 的第一與第三張圖顯示了一個原始基頻頻譜（baseband），以及以能夠完全分離頻譜副本的取樣率取樣後的頻譜。

圖１：前兩張圖代表在特定的取樣頻率下，兩個函數的傅立葉轉換有相同的結果。基頻函數（第一張圖）的取樣頻率較奈奎斯特頻率快，帶通函數（第二張圖）是經由欠取樣後再轉換至基頻。後兩張圖顯示混疊如何產生兩個相同的頻譜。

圖１的第二張圖描述的是一個帶通訊號在頻率上的分佈情形，其頻帶範圍為（Ａ，Ａ＋Ｂ）（藍色區塊），以及以０赫茲為對稱中心的鏡像影像（橘色區塊）。
沒有失真，也就是沒有產生破壞性混疊時取樣率 fs 須符合此條件：兩個頻帶的頻譜副本在移動 fs 的整數倍後不會重疊。

### 選擇取樣頻率 fs
圖１的第四張圖顯示了以和基頻訊號相同的取樣速率取樣後產生的頻譜結果。選擇取樣率 fs 的方法如下：
1. fs 可以整除Ａ（確保頻譜對齊）
2. 滿足奈奎斯特準則fs > 2B

滿足以上兩個條件所選擇出來的取樣率能有效地將帶通訊號轉換為基頻訊號。
我們也給所有能避免混疊的合法取樣率一個更一般通則來推導，A 和 A+B 分別以 fL 和fH 代表：
{\displaystyle {\frac {2f_{H}}{n}}\leq f_{s}\leq {\frac {2f_{L}}{n-1}}}，對於任何滿足以下條件的整數ｎ： {\displaystyle 1\leq n\leq \left\lfloor {\frac {f_{H}}{f_{H}-f_{L}}}\right\rfloor }
ｎ越大，所得的取樣率 fs 就越小。
這類重要的訊號包括：無線電的中頻（IF）、射頻（RF）、信號以及濾波器組（filter bank）中的各個通道。

### 頻譜範圍的限制條件
如果ｎ＞１，會導致我們稱為欠取樣、帶通取樣或低於奈奎斯特速率的取樣（2fH）。在給定一個取樣頻率的情況下，下文提供了更簡單的公式，來描述訊號頻譜範圍（spectral band）所需滿足的限制條件。
範例：以 FM 廣播為例來說明欠取樣的概念。

圖２、FM 廣播的頻寬 (88–108 MHz) 及其在以 44 MHz (n = 5) 取樣時在基頻附近的的頻譜副本。在這種情況下需要一個與 FM 頻段緊密對齊的抗混疊濾波器。

在美國，FM 廣播的工作頻帶為 fL = 88 MHz 到 fH = 108 MHz，頻寬為
{\displaystyle W=f_{H}-f_{L}=108\ \mathrm {MHz} -88\ \mathrm {MHz} =20\ \mathrm {MHz} }。
滿足前段提到的取樣頻率條件的ｎ：
{\displaystyle 1\leq n\leq \lfloor 5.4\rfloor =\left\lfloor {108\ \mathrm {MHz}  \over 20\ \mathrm {MHz} }\right\rfloor }因此，ｎ 可以是１、２、３、４或５。

圖３、FM 廣播的頻寬 (88–108 MHz) 及其在以 56 MHz (n = 4) 取樣時在基頻附近的的頻譜副本。這時抗混疊濾波器有足夠的過渡帶空間。

當ｎ＝５，會得到最低的取樣頻率區間 {\displaystyle 43.2\ \mathrm {MHz} <f_{\mathrm {s} }<44\ \mathrm {MHz} } ，而這就是一個欠取樣的例子。在這個情況下，訊號的頻譜會落在取樣頻率的２至 2.5 倍之間，也就是  88 MHz 到 108 MHz 之間。

若選擇較小的ｎ也能得到實用的取樣頻率。例如ｎ＝４，FM 頻段落在取樣率的 1.5 到 2.0 之間，這時取樣率約為 56 MHz（奈奎斯特頻率的倍數為28、56、84、112 ⋯⋯等）具體頻譜排列可參考圖２和圖３。
在實際應用中，取樣電路必須快到能夠擷取頻率中的最高頻成分。理論上每次取樣都應該在無限短的時間內完成，但這在現實生活中並不可行。因此，實際取樣時間必須足夠短，以便精確反映高頻訊號的瞬時值。
這代表在 FM 廣播的例子中，取樣電路必須要能夠擷取到 108 MHz 的訊號，而不是 43.2 MHz。
因此，取樣頻率可能稍微大於 43.2 MHz ，但輸入訊號的頻寬至少要 108 MHz。
而取樣時機的精確度（通常由類比數位轉換器（ADC）決定）也必須選擇能夠處理 108 MHz 的訊號，而非較低的取樣頻率。

如果將取樣定理誤解為「取樣率需為最高頻率的兩倍」，這樣得到的取樣率會遠大於奈奎斯特率{\displaystyle 108\ \mathrm {MHz} *2=216\ \mathrm {MHz} }。雖然這的確避免了混疊的產生，但卻造成嚴重的過取樣（oversampling）。
需要注意的是，若ｎ＞１，我們的抗混疊濾波器就需要使用帶通而非低通濾波器。

### 一般的基頻條件
就如上述，一個能夠被重建回來的基頻條件是在 {\displaystyle \scriptstyle \left(-{\frac {1}{2}}f_{\mathrm {s} },{\frac {1}{2}}f_{\mathrm {s} }\right)} 之外 X(f) = 0，也就是說，訊號的頻譜應完全在奈奎斯特頻寬內。而將訊號重建回來的內插函數或低通濾波器的脈衝響應為 {\displaystyle \scriptstyle \operatorname {sinc} \left(t/T\right)} ，其中 {\displaystyle T=1/f_{s}} 。

### 欠取樣的頻域條件
因為欠取樣，帶通訊號的條件為在 {\displaystyle \left(-{\frac {n}{2}}f_{\mathrm {s} },-{\frac {n-1}{2}}f_{\mathrm {s} }\right)\cup \left({\frac {n-1}{2}}f_{\mathrm {s} },{\frac {n}{2}}f_{\mathrm {s} }\right)} 之外 X(f) = 0，其中ｎ為任意正整數，這代表頻譜被限制在不為０的較高頻帶區域。當ｎ＝１時，頻帶在０會合，就適用一般的基頻條件。
相應的內插函數為一帶通濾波器，也就是兩個低通濾波器的差值： {\displaystyle n\operatorname {sinc} \left({\frac {nt}{T}}\right)-(n-1)\operatorname {sinc} \left({\frac {(n-1)t}{T}}\right)}
對於欠取樣的 IF 或 RF 訊號，他們的目標通常不是重建回原始訊號，而是將取樣過後的訊號平移至基頻附近，視為一般訊號，進而能進行數位解調（注意當ｎ為偶數會有頻譜鏡像的問題）。
欠取樣的概念能進一步推廣到多頻帶信號或多維訊號，此領域已被 Igor Kluvánek.詳細研究並發展。